# 12 стільців (фільм, 1976)
«12 стільців» (рос. «12 стульев») —  радянський 4-серійний художній телевізійний фільм 1976 року, знятий Марком Захаровим за однойменним романом 1928 року Іллі Ільфа та Євгена Петрова. Офіційно це друга екранізація роману в Радянському Союзі (перша — Леоніда Гайдая) та шоста у світі.

## Сюжет
Спокійне життя діловода РАЦСу Іпполіта Матвійовича Вороб'янінова порушує не стільки раптова смерть тещі Клавдії Іванівни, скільки її признання в тому, що в сидіння одного зі стільців їхньої колишньої гостьової гарнітури роботи майстра Гамбса вона зашила свої діаманти.
Іпполіт Матвійович вирішує розшукати скарб. Як на зло, цим же зайнятий священик панотець Федір, що дізнався про цю таємницю від Клавдії Іванівни на сповіді. І невідомо, як би все закінчилось, коли б не зустрівся Іпполіту Матвійовичу молодий пройдисвіт Остап Бендер, що згодився за певний відсоток від вартості діамантів допомогти колишньому голові дворянства у пошуках.

## Час і місце дії
- квітень — грудень 1927 року; Старгород, Москва, Васюки, П'ятигорськ, Владикавказ, Тифліс, Ялта.

## У ролях
- Андрій Миронов — Остап Бендер
- Анатолій Папанов — Вороб'янінов
- Зиновій Гердт — текст від автора
- Ролан Биков — отець Федір
- Олександр Абдулов — інженер Щукін (3 серія)
- Борис Беккер — Яков Менелаєвич, адміністратор театру «Колумб»
- В'ячеслав Богачов — двірник будинку № 7 (2 серія)
- Тетяна Божок — Ліза (3 серія)
- Лев Борисов — монтер Мечников (4 серія)
- Едуард Бредун — родич Альхена
- Валентин Брилєєв — працівник театру (4 серія)
- Павло Віннік — офіціант в ресторані «Прага» (3 серія)
- Георгій Віцин — майстер Безенчук (1 серія)
- В'ячеслав Войнаровський — Олег Яковлевич (1 серія) (в титрах не вказаний)
- Михайло Водяной — Персицький (репортер газети «Станок») (3 серія) (озвучує Артем Карапетян)
- Емануїл Геллер — дідусь в чайхані (4 серія)
- Дмитро Гошев — Кислярський (2, 4 серії)
- Неллі Гошева — Сашхен (дружина блакитного злодія) (1 серія)
- Олександра Дорохіна — секретар місткому комунальників у повітовому місті N (1 серія)
- Юрій Дубровін — перехожий скрипаль біля будинку Грицацуєвої
- Наталія Журавльова — Кузнецова (1 серія)
- Віра Івлєва — Фіма Собак (3 серія)
- Капітоліна Іллєнко — сусідка Ізнуренкова (нема в титрах)
- Микола Караченцов — актор театру «Колумб», що грав Подколесіна (4 серія)
- Савелій Крамаров — слюсар Полєсов (2 серія)
- Ніна Лапшинова — матушка, дружина отця Федора (1 серія)
- Всеволод Ларіонов — Авессалом Ізнурьонков (3 серія)
- Юрій Медведєв — голова тиражної комісії (4 серія)
- Анатолій Обухов — Кирило Якович (1 серія)
- Віра Орлова — Олена Станіславівна Боур (2, 3 серії)
- Павло Павленко — вахтер в клубі (4 серія)
- Тетяна Пельтцер — мадам Пєтухова (теща Вороб'янінова) (1 серія)
- Олександр Пермяков — Нікеша (2 серія)
- Євген Пєров — аукціоніст (3 серія)
- Любов Поліщук — танцівниця (1 серія)
- Віктор Проскурін — Коля Калачов (3 серія)
- Марк Прудкін — Варфоломей Коробейников (2, 3 серії)
- Олександр Пятков — п'яниця (1 серія)
- Михайло Свєтін — інженер Брунс (4 серія)
- Микола Скоробогатов — двірник Тихон (1, 2 серії)
- Галина Соколова — Мусік (4 серія)
- Михайло Срібний — Афанасій Якович
- Олег Степанов — безпритульник у Старгороді (1 серія)
- Олег Табаков — «блакитний злодій» Альхен (1, 2 серії)
- Б. Ульянов — Дядьєв (2 серія)
- Лідія Федосеєва-Шукшина — мадам Грицацуєва (2, 3 серії)
- Володимир Федоров — злодій-карлик (2 серія)
- Олена Шаніна — Еллочка-людожерка (3 серія)
- Олександр Шешко — Чарушніков (2 серія)
- Олександр Ширвіндт — одноокий шахіст (4 серія)
- Григорій Шпігель — редактор газети «Станок» (3 серія)
- Микола Шушарін — Владя (2 серія)
- Ніна Палладіна — дама в музеї меблів (3-я серія), (помилково вказана в титрах як Н. Баландіна)
- Світлана Жгун — пасажирка пароплава (4 серія)
- Інга Будкевич — касирка на пристані (4 серія)
- Володимир Ферапонтов — шахіст у картатому піджаку / гітарист у театрі

## Цікаві факти
- Фільм повністю знятий у павільйоні, хоча в романі багато епізодів відбувається на відкритому просторі. Умовність його манери підкреслюється і тим, що Остап протягом усього фільму ні разу не знімає шарф і фуражку — навіть у ліжку з мадам Грицацуєвою.
- В обох радянських фільмах «12 стільців» зіграли дев'ять акторів:
1) Савелій Крамаров: в цьому фільмі він зіграв слюсаря Полєсова, а у фільмі 1971 року — одноокого шахіста.
2) Георгій Михайлович Віцин: Безенчук — монтер Мечніков.
3) Едуард Олександрович Бредун: родич Альхена — Паша Емільович.
4) Юрій Миколайович Медведєв: голова тиражної комисії — театрал.
5) Павло Віннік: офіціант в обох фільмах.
6) Григорій Шпігель: редактор газети — Альхен.
7) Анатолій Калабулін: шахіст — аукціонник Василь.
8) Анатолій Обухов: Кирило Якович — шахіст.
9) В'ячеслав Войнаровський: Олег Якович — Нікеша
- Леонід Гайдай негативно відгукувався про цей фільм, називаючи його «кримінальним злочином»[1] і протиставляючи йому свій фільм, знятий п'ятьма роками раніше.
- В планах режисера фільму Марка Захарова спочатку не було пісні «Біліє мій парус такий одинокий». Її запропонував автор текстів пісень Юлій Кім. І вона несподівано стала наріжною темою фільму[2].
- Автором текстів пісень, Юлієм Кімом для фільму було написано п'ять пісень Остапа. Фінальна повинна була звучати перед появою останнього стільця (епізод, коли Іпполіт Матвійович розправлявся за допомогою бритви зі своїм концесіонером). За кадром звучало би сумне танго. Але цей текст не затвердив режисер Марк Захаров[2].
- За опитуваннями читачів газети «Аргументи і факти» краще усіх роль Остапа Бендера зіграв Андрій Миронов.